# Zagrebs bergbana

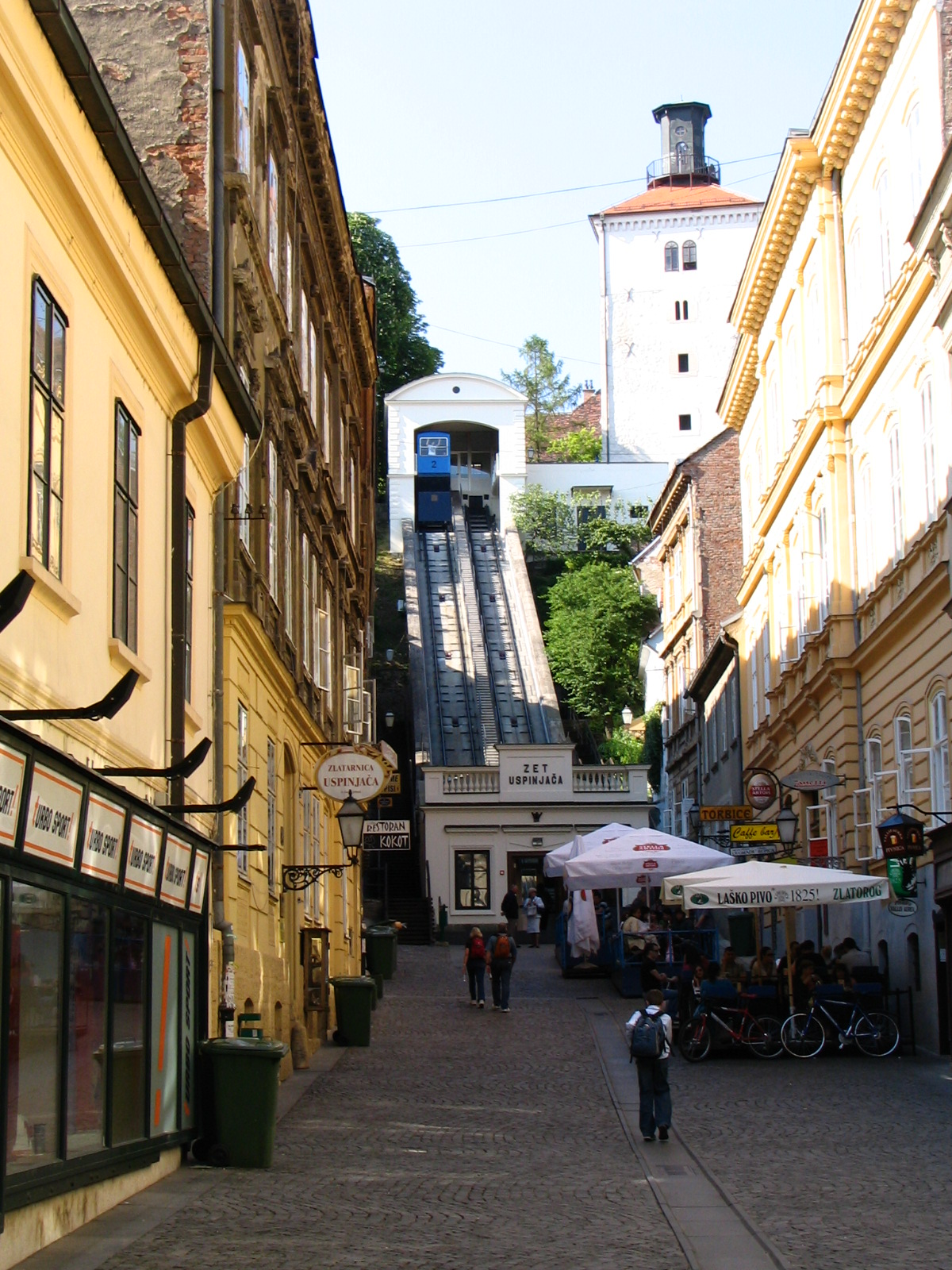
Zagrebs bergbana från Tomićgatan

Zagrebs bergbana (kroatiska: Zagrebačka uspinjača) är en bergbana i Kroatiens huvudstad Zagreb. Bergbanan som är ett kulturminne och en av stadens sevärdheter förbinder Donji grad (Nedre staden) med Zagrebs historiska hjärta Gradec, även kallat Gornji grad (Övre staden). Banan är 66 m lång vilket gör den till en av de kortaste i världen. Den nedre stationen ligger vid Tomićgatan (Tomićeva ulica) och den övre stationen vid Strossmayers gågata (Strossmayerovo šetalište).

## Historia
Zagrebs bergbana byggdes 1890 och sattes i funktion den 23 april 1893. Den drevs till en början av en ångmaskin men elektrifierades 1934.

## Teknisk information
Bergbanan har två vagnar med plats för 28 personer vardera. 16 sittplatser och 12 ståplatser. Vagnarna är 5640 mm långa och väger 5,05 ton utan passagerare. Vagnarna kan bära 2 240 kg vardera och rör sig i en hastighet av 1,5 m/s.  

### Fotnoter
1. ↑  ZET:s officiella webbplats (engelska) Arkiverad 5 december 2010 hämtat från the Wayback Machine.